# Íñigo de Brizuela y Arteaga
No se debe confundir con su sobrino el general Íñigo de Brizuela y Urbina, capitán general de Canarias.
Íñigo de Brizuela y Arteaga O.P. (Berlanga de Duero, 1556 - Madrid, 12 de enero de 1629) fue un religioso dominico español que ocupó los cargos de obispo de Segovia y presidente del Consejo de Flandes.

## Biografía
Fue hijo de Iñigo de Brizuela y María de Arteaga, y entre sus hermanos se encontró el santiaguista Francisco de Brizuela, padre de Íñigo de Brizuela y Urbina, capitán general de Canarias. Se licenció en cánones en la Universidad de Salamanca, donde después fue catedrático, ingresó en la Orden de Santo Domingo, profesando en el convento de San Esteban de Salamanca, y pasó por el colegio de San Gregorio de Valladolid y por el del convento de Santa María sopra Minerva de Roma.
Fue confesor del archiduque Alberto de Austria, maestro en teología, vicario general de Flandes, arzobispo de Cambray (aunque no aceptó el cargo), consejero de estado desde 1621 y finalmente obispo de Segovia y presidente del Consejo de Flandes. Fue consagrado en la capilla real, y aunque juró el voto de la Inmaculada Concepción, requisito indispensable que exigía la Diócesis de Segovia a sus obispos, no tomó posesión de su cargo, al que renunció dos años más tarde para dedicarse por completo a la presidencia de Flandes. Falleció en el convento de Santo Domingo el Real de Madrid el 12 de enero de 1629, y fue sepultado en el convento de San Esteban de Salamanca.
| Predecesor: Alfonso Márquez de Prado | Obispo de Segovia 1622 - 1624                 | Sucesor: Melchor de Moscoso y Sandoval |
| Predecesor: Consejo suprimido        | Presidente del Consejo de Flandes 1622 - 1627 | Sucesor: Diego Mexía Felípez de Guzmán |